# Aqua (användargränssnitt)
Aqua är användargränssnittet som används i Mac OS, som introducerades 2001. Aqua skiljer sig mycket från Apples tidigare operativsystem Mac OS 9, speciellt användningen av 3D och olika färger.

## Historia
Aqua introducerades med Mac OS X v10.0 år 2001. Precis som Mac OS X, ansågs Aqua vara lika innovativt. Trots detta blev många användare irriterade, eftersom fönster- och grafikrenderingen var väldigt trög i den första versionen av Mac OS X.